# Derecho al trabajo
El derecho al trabajo es el derecho fundamental humano por el que toda persona tiene el derecho al trabajo, a la libre elección del mismo, a condiciones equitativas y satisfactorias de trabajo, a la protección contra el desempleo, sin discriminación, con igualdad salarial, remuneración digna, protección social y derecho de sindicación.
El derecho al trabajo se reconoce en las normas fundamentales de derechos humanos como son la Declaración Universal de Derechos Humanos, el Pacto Internacional de Derechos Económicos, Sociales y Culturales así como en textos internacionales como la Carta social europea, el Protocolo de San Salvador, la Carta Africana de Derechos Humanos y de los Pueblos y en textos nacionales como son las Constituciones de numerosos países.

## Concepto en la legislación

### Declaración Universal de Derechos Humanos de 1948
El artículo 23 de la Declaración Universal de Derechos Humanos, considerada el fundamento de las normas internacionales sobre derechos humanos, en relación con el Derecho al Trabajo, indica:

Artículo 23. Toda persona tiene derecho al trabajo, a la libre elección de su trabajo, a condiciones equitativas y satisfactorias de trabajo y a la protección contra el desempleo.
   Toda persona tiene derecho a trabajar, sin discriminación alguna, a igual salario por trabajo igual.
   Toda persona que trabaja tiene derecho a una remuneración equitativa y satisfactoria, que le asegure, así como a su familia, una existencia conforme a la dignidad humana y que será completada, en caso necesario, por cualesquiera otros medios de protección social.
   Toda persona tiene derecho a fundar sindicatos y a sindicarse para la defensa de sus intereses.

### Pacto Internacional de Derechos Económicos, Sociales y Culturales 1966
En los artículos 6, 7 y 8 del Pacto Internacional de Derechos Económicos, Sociales y Culturales, se recoge el Derecho al Trabajo como uno de los Derechos económicos, sociales y culturales:

Artículo 6. 
1. Los Estados Partes en el presente Pacto reconocen el derecho a trabajar, que comprende el derecho de toda persona a tener la oportunidad de ganarse la vida mediante un trabajo libremente escogido o aceptado, y tomarán medidas adecuadas para garantizar este derecho.

2. Entre las medidas que habrá de adoptar cada uno de los Estados Partes en el presente Pacto para lograr la plena efectividad de este derecho deberá figurar la orientación y formación tecnicoprofesional, la preparación de programas, normas y técnicas encaminadas a conseguir un desarrollo económico, social y cultural constante y la ocupación plena y productiva, en condiciones que garanticen las libertades políticas y económicas fundamentales de la persona humana.

Artículo 7. Los Estados Partes en el presente Pacto reconocen el derecho de toda persona al goce de condiciones de trabajo equitativas y satisfactorias que le aseguren en especial:
a) Una remuneración que proporcione como mínimo a todos los trabajadores:
i) Un salario equitativo e igual por trabajo de igual valor, sin distinciones de ninguna especie; en particular, debe asegurarse a las mujeres condiciones de trabajo no inferiores a las de los hombres, con salario igual por trabajo igual;
ii) Condiciones de existencia dignas para ellos y para sus familias conforme a las disposiciones del presente Pacto;
b) La seguridad y la higiene en el trabajo;
c) Igual oportunidad para todos de ser promovidos, dentro de su trabajo, a la categoría superior que les corresponda, sin más consideraciones que los factores de tiempo de servicio y capacidad;

d) El descanso, el disfrute del tiempo libre, la limitación razonable de las horas de trabajo y las variaciones periódicas pagadas, así como la remuneración de los días festivos.

Artículo 8
1. Los Estados Partes en el presente Pacto se comprometen a garantizar:
a) El derecho de toda persona a fundar sindicatos y a afiliarse al de su elección, con sujeción únicamente a los estatutos de la organización correspondiente, para promover y proteger sus intereses económicos y sociales. No podrán imponerse otras restricciones al ejercicio de este derecho que las que prescriba la ley y que sean necesarias en una sociedad democrática en interés de la seguridad nacional o del orden público, o para la protección de los derechos y libertades ajenos;
b) El derecho de los sindicatos a formar federaciones o confederaciones nacionales y el de éstas a fundar organizaciones sindicales internacionales o a afiliarse a las mismas;
c) El derecho de los sindicatos a funcionar sin obstáculos y sin otras limitaciones que las que prescriba la ley y que sean necesarias en una sociedad democrática en interés de la seguridad nacional o del orden público, o para la protección de los derechos y libertades ajenos;
d) El derecho de huelga, ejercido de conformidad con las leyes de cada país.
2. El presente artículo no impedirá someter a restricciones legales el ejercicio de tales derechos por los miembros de las fuerzas armadas, de la policía o de la administración del Estado.

3. Nada de lo dispuesto en este artículo autorizará a los Estados Partes en el Convenio de la Organización Internacional del Trabajo de 1948 relativo a la libertad sindical y a la protección del derecho de sindicación a adoptar medidas legislativas que menoscaben las garantías previstas en dicho Convenio o a aplicar la ley en forma que menoscabe dichas garantías.

### Carta Africana de Derechos Humanos y de los Pueblos 1981
En artículo 15 de la Carta Africana de Derechos Humanos y de los Pueblos también recoge el Derecho al Trabajo:

Toda persona tiene derecho al trabajo en condiciones equitativas y satisfactorias, y recibirá igual salario por igual trabajo.

## Antecedentes e historia del Derecho al Trabajo

### Revolución francesa de 1848
La Revolución francesa de 1848 es una insurrección popular que tuvo lugar en París del 23 al 25 de febrero de 1848. Obligó al rey Luis Felipe I Francia a abdicar -huyendo con su familia a Inglaterra- y dio paso a la Segunda República Francesa.
El gobierno provisional proclamó la II República, decretando el sufragio universal masculino, fijó la jornada laboral en 10-11 horas y reconoció el derecho al trabajo para todos los ciudadanos. La revolución francesa de 1848 tuvo una gran repercusión en otros países de Europa como Austria, Hungría, Alemania e Italia, donde sendas insurrecciones populares consiguieron significativos avances democráticos. Este movimiento europeo se conoce como la «Primavera de los Pueblos».
Las leyes más importantes fueron la ley Le Chapelier de 1789, el Código Penal Francés y Código Civil de Francia o Código Civil de Napoleón de 1804, donde se recoge la primera reglamentación de las relaciones laborales, con algunos principios básicos: libertad de trabajo, autonomía de la voluntad e igualdad de las partes en la celebración de los contratos. Esta igualdad recogida en el código civil francés y posteriormente en el de otros países será ampliamente cuestionada -ya que la igualdad entre 'empresario' y 'trabajador' se mostará puramente teórica dando lugar al desarrollo del Derecho del Trabajo que, entre otros objetivos, pretende proteger al trabajador.

### Aparición del Derecho del Trabajo o Derecho Laboral
El Derecho del trabajo surge de las nuevas relaciones que se establecieron durante la revolución industrial. Frente al poder económico y político que adquirieron los industriales capitalistas -grandes empresarios-, van surgiendo primero de forma espontánea y esporádica diversos tipos de protestas, como las manifestaciones, la huelga, la ocupación de fábricas y el sabotaje, que precedieron a la formación de organizaciones de trabajadores (los sindicatos) que demandaban mejoras socioeconómicas que no podían conseguirse a título individual. Por parte de los nuevos capitalistas se sostenía que los Estados no debían legislar interfiriendo en la "libre contratación" entre empleadores y trabajadores, por lo que en primera instancia el Estado intervenía en los conflictos laborales limitándose durante mucho tiempo a la represión de las protestas, consideradas ilícitas, mediante la acción policial o militar; por parte de los sindicatos y trabajadores se demandaban mejoras tanto salariales como en las condiciones de trabajo y una regulación que protegiera a la parte más débil en la supuesta libertad de contratación, esto es, al trabajador.
Durante el siglo XIX fueron naciendo diversas corrientes que desde ángulos distintos exigieron la intervención del Estado en defensa de los trabajadores, como las escuelas intervencionistas y las escuelas socialistas. Las escuelas intervencionistas quieren que el Estado proteja, por medio de una política adecuada, a las clases sociales perjudicadas con la libre distribución de la riqueza. El socialismo, particularmente en su desarrollo formulado por Karl Marx, procuraba sustituir la estructura capitalista por un régimen en que no existiera la propiedad privada de los medios de producción ni la explotación por unos seres humanos de la fuerza de trabajo de otros. El objeto del socialismo es la emancipación de los proletarios por obra revolucionaria de los mismos proletarios.
El surgimiento de las primeras leyes laborales data desde la segunda mitad del siglo XIX, y más tardíamente en unos países que en otros.

### Constitucionalismo social
La Constitución de Weimar junto a la Constitución de México sancionada dos años antes, dieron origen al constitucionalismo social, que estableció el estado de bienestar y reconoció los derechos de los trabajadores.

#### Constitución de Weimar - Alemania 1919
En la Constitución de Weimar, redactada el 11 de noviembre de 1919 -República de Weimar, se recoge el derecho al trabajo en el artículo 163.
La cuestión social fue una novedad tratada en la Constitución de Weimar, se rompe la idea de la igualdad social absoluta -entre empresario y trabajador-, tomando en consideración que, para efectos prácticos, los trabajadores vivían en una situación económica inferior y deprimida. Este reconocimiento supone que el "derecho social" se redefina y establezca que la justicia se realiza únicamente en el caso de que se establezca un tratamiento igual para situaciones iguales, pero desigual para casos desiguales. Es así, como tanto la Constitución de Weimar como la Organización Internacional del Trabajo, en 1919, establecen los principios del derecho social y reconocen los denominados "derechos de segunda generación" o derechos económicos, sociales y culturales, ampliando el campo de derechos fundamentales que ya había sido trazado en las leyes europeas a lo largo del siglo XIX.

### Organización Internacional del Trabajo - OIT 1919
En 1919, con el Tratado de Versalles que puso fin a la Primera Guerra Mundial, el derecho del trabajo adquiere respaldo internacional plasmado en la creación de la Organización Internacional del Trabajo (OIT), como organismo especializado de las Naciones Unidas que se ocupa de los asuntos relativos al trabajo y las relaciones laborales. Fue fundada el 15 de abril de 1919, en virtud del Tratado de Versalles. Su Constitución, sancionada en 1919, se complementa con la Declaración de Filadelfia de 1978
En 1999 se creó la noción de “Trabajo Decente”.
La Organización Internacional del Trabajo, lo definió como:
El trabajo decente resume las aspiraciones de la gente durante su vida laboral. Significa contar con oportunidades de un trabajo que sea productivo y que produzca un ingreso digno, seguridad en el lugar de trabajo y protección social para las familias, mejores perspectivas de desarrollo personal e integración a la sociedad, libertad para que la gente exprese sus opiniones, organización y participación en las decisiones que afectan sus vidas, e igualdad de oportunidad y trato para todas las mujeres y hombres.
El empleo abarca todas las clases de trabajo, así pues, la idea de «trabajo decente» es válida tanto para las y los trabajadores de la economía formal, como para los de la economía informal y los autónomos (independientes). La idea incluye la existencia de empleos suficientes (posibilidades de trabajar), la remuneración justa (en metálico y en especie), la seguridad en el trabajo, la seguridad social, la seguridad de ingresos, así como el diálogo social; en el que los trabajadores ejercen el derecho de asociarse para exponer sus opiniones, defender sus intereses y entablar negociaciones con los patrones y con las autoridades sobre los asuntos relacionados con la actividad laboral.
El trabajo que dignifica y permite el desarrollo de las propias capacidades no es cualquier trabajo; no es decente el trabajo que se realiza sin respeto a los principios y derechos laborales fundamentales, ni el que no permite un ingreso justo y proporcional al esfuerzo realizado, sin discriminación de género o de cualquier otro tipo, ni el que se lleva a cabo sin protección social, ni aquel que excluye el diálogo social y el tripartismo.
La inclusión de este concepto a la realidad, traería soluciones más amplias como la inclusión social, la erradicación de la pobreza, el desarrollo integral, la realización personal; cabe señalar que en México se da el reconocimiento de este concepto en la reforma laboral del 2012, ya que en el artículo 2 de la Ley Federal del trabajo, se menciona dicho concepto.
A pesar de eso, las contradicciones en dicha reforma laboral y en la misma realidad son múltiples ante la noción del trabajo decente. Un ejemplo claro, en donde la misma Organización Internacional del Trabajo tuvo que intervenir a petición de 33 trabajadores del Sindicato Único de Trabajadores de la Industria Vidriera del Potosí que fueron despedidos injustificadamente en el 2008 por la empresa Industria Vidriera del Potosí, S. A. DE C. V. debido a que ese grupo de trabajadores decidieron hacer uso de su derecho a la libre asociación y renunciaron a la Confederación de Trabajadores de México (CTM) para formar un sindicato independiente.
Ante esa grave violación, los 33 trabajadores agrupados en un Sindicato Independiente interpusieron una queja el 22 de marzo de 2010 ante la Organización Internacional del Trabajo (OIT), la cual originó una recomendación un año después a favor de los trabajadores, condenando a la empresa demandada a reinstalar a los trabajadores en los mismos puestos, términos y condiciones de trabajo en que se venían desempeñando. No fue hasta el 5 de abril de 2014 que la Junta Federal de Conciliación y Arbitraje aceptó la recomendación y los obreros fueron reinstalados, además de que la empresa tendrá que pagar los salarios vencidos.
Otro tema que también demuestra las inconsistencias en la reforma laboral mexicana y, que además la OIT también se pronunció mediante el Convenio 189 y la Recomendación 201: un trabajo decente para las trabajadoras y los trabajadores domésticos.
Dentro del Convenio se estipuló que el país que ratifique este instrumento deberá adoptar medidas para asegurar la protección de los derechos humanos de los y las trabajadoras domésticas, entre ellos, legislar y dotarle de Derechos Laborales como lo es el Contrato Colectivo de Trabajo, Seguro Social, prestaciones, vacaciones anuales pagadas, jornada laboral que no sobrepase las 8 horas, convenio sobre la edad mínima, entre otras. México es una de los países que ratificaron el Convenio 189, sin embargo hasta el día de hoy la protección legal y laboral para con los hombres y sobre todo, hacia las mujeres trabajadoras domésticas es aún letra muerta, a pesar de que En México, existen poco más de dos millones de personas que se dedican al trabajo doméstico. Nueve de cada 10 son mujeres, de acuerdo con datos del Instituto Nacional de Estadística y Geografía al cuarto trimestre del 2010.
Por eso, la entrada en vigor del Convenio 189 de la OIT, al igual que el concepto del «trabajo decente» permitiría el ejercicio pleno de los derechos laborales y sociales, y evitar así la discriminación, explotación y violación a los derechos humanos de la población más vulnerable.

## El derecho a la pereza frente al derecho al trabajo
El derecho a la pereza es un ensayo de 1880 del autor francocubano Paul Lafargue. En esta obra, el autor realiza una crítica marxista del capitalismo, cuyo desarrollo, concluye, desembocaría en una 'crisis de superproducción', causando desempleo y miseria entre la clase trabajadora. Lafargue propone alcanzar, mediante la generalización del uso de las máquinas y la reducción de la jornada laboral, el estadio de los derechos del bienestar con el que culminaría la revolución social que permitiría a la sociedad consagrar su tiempo a las ciencias, el arte y la satisfacción de las necesidades humanas elementales.